# Franz Xaver Zenger

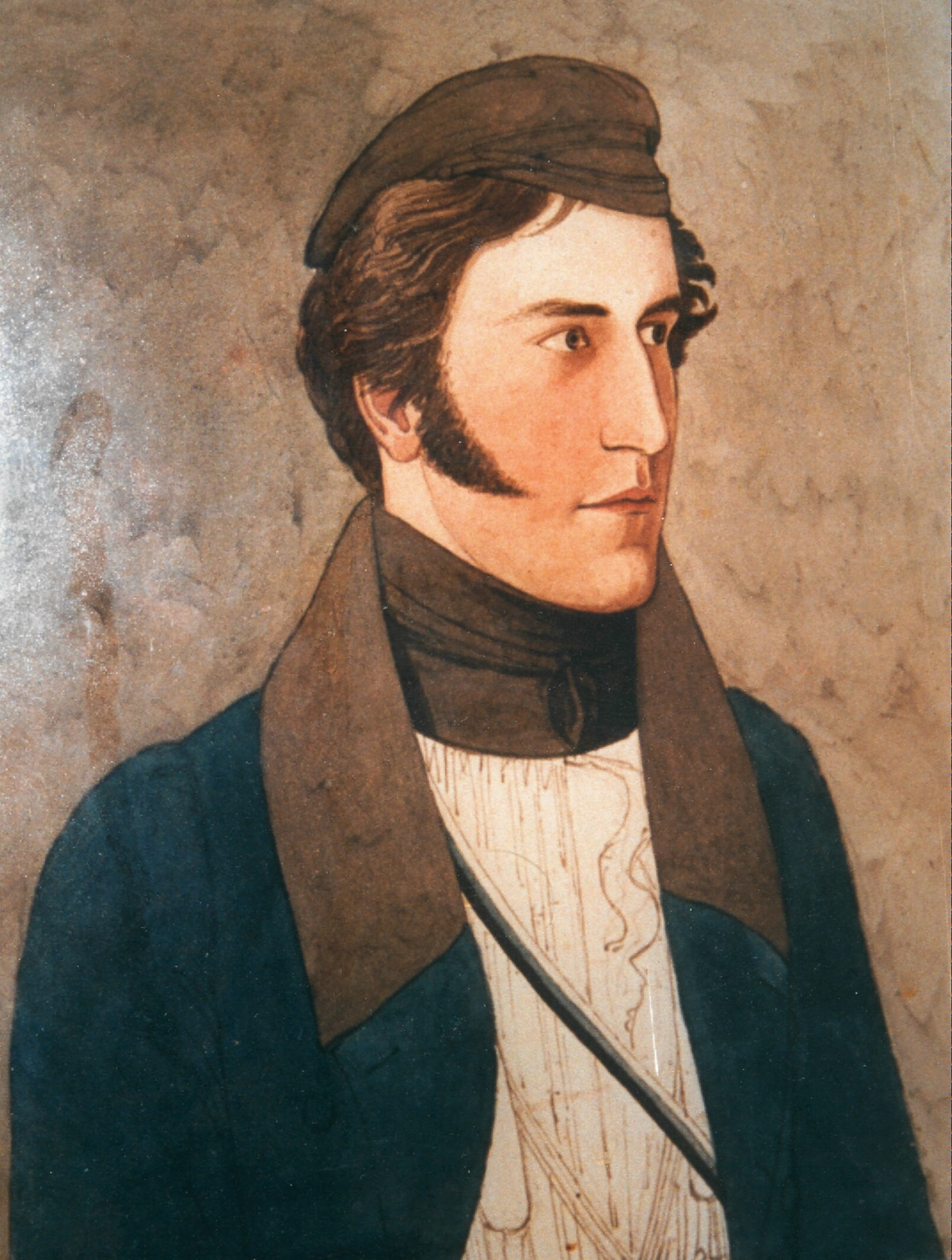
Franz Xaver Zenger

Franz Xaver Zenger (* 28. November 1798 in Stadtamhof; † 30. Juni 1871 in München) war ein deutscher Rechtswissenschaftler.

## Leben
Franz Xaver Zenger studierte an der Universität Landshut und der Georg-August-Universität Göttingen Rechtswissenschaften. In Landshut wurde er 1819 Mitglied des Corps Suevia. Mit einer Doktorarbeit bei Hieronymus von Bayer wurde er 1823 in Landshut zum Dr. iur. utr. promoviert. Er wurde 1826 Dozent und 1831 ordentlicher Professor an der Ludwig-Maximilians-Universität München, wo er bis zu seinem Tod Römisches Recht lehrte.
Er wurde auf dem Alten Südfriedhof München beigesetzt.

## Schriften
- Über das Vadimonium der Römer, ein rechtsgeschichtlicher Versuch, 1826.
- Grundriß der Pandekten, 1833.